# Suède aux Jeux olympiques d'hiver de 2026
La Suède participera aux Jeux olympiques d'hiver de 2026 à Milan et Cortina d'Ampezzo, en Italie, du 6 au 22 février 2026.

## Délégation
| Spport              | Homme | Femme | Total |
| ------------------- | ----- | ----- | ----- |
| Ski alpin           | 1     | 1     | 2     |
| Biathlon            | 6     | 6     | 12    |
| Ski de fond         | 7     | 8     | 15    |
| Curling             | 5     | 6     | 11    |
| Patinage artistique | 1     | 0     | 1     |
| Hockey sur glace    | 25    | 23    | 48    |
| Total               | 45    | 44    | 89    |

## Médaillés
| Sport | Discipline | Athlète(s) | Performance | Date |
| ----- | ---------- | ---------- | ----------- | ---- |
|       |            |            |             |      |

| Sport | Discipline | Athlète(s) | Performance | Date |
| ----- | ---------- | ---------- | ----------- | ---- |
|       |            |            |             |      |

| Sport | Discipline | Athlète(s) | Performance | Date |
| ----- | ---------- | ---------- | ----------- | ---- |
|       |            |            |             |      |